# Border-Ranges-Nationalpark
Der Border Ranges National Park liegt im Bundesstaat New South Wales von Australien, etwa 130 km südlich von Brisbane unmittelbar an der Grenze zu Queensland.

## Allgemeines
Die Unterschutzstellung des Nationalparkes erfolgte im Juni 1979. Die Fläche des Schutzgebietes umfasst ca. 31.729 Hektar. Der Park bietet touristische Angebote wie Wanderwege, Rast- und Campingplätze. Das Reisen im Park ist jedoch sehr anspruchsvoll und bedarf einer guten Vorbereitung und entsprechender Ausrüstung.

## Natur
Das Gebiet befindet sich auf dem Boden eines erloschenen Vulkans aus Basalt, des Tweed Volcano. Heute bietet sich noch ein grandioser Ausblick über den Mount Warning und das Tweed Valley. Man trifft hier unverfälschten subtropischen Regenwald an. Eine Besonderheit ist das Vorkommen der Südbuche, die hier ihre nördliche Verbreitungsgrenze erreicht und der seltenen, aber auffälligen Buchenorchidee, die im Frühjahr stark duftend blüht.
Im Regenwald ist die Beobachtung von Säugetieren schwierig. Am ehesten trifft man auf Possums und Gleitbeutler oder findet die Spuren des Schnabeligels. Bemerkenswert ist das Vorkommen des Braunrücken-Leierschwanzes und der Südfroschart Assa darlingtoni.

## Weitere Schutzkategorien
Im Jahre 1987 wurde der Nationalpark als Teil der Gondwana-Regenwälder Australiens UNESCO-Weltkulturerbe. In der Nähe befinden sich andere Nationalparks wie der Wollumbin-Nationalpark und der Nightcap-Nationalpark.

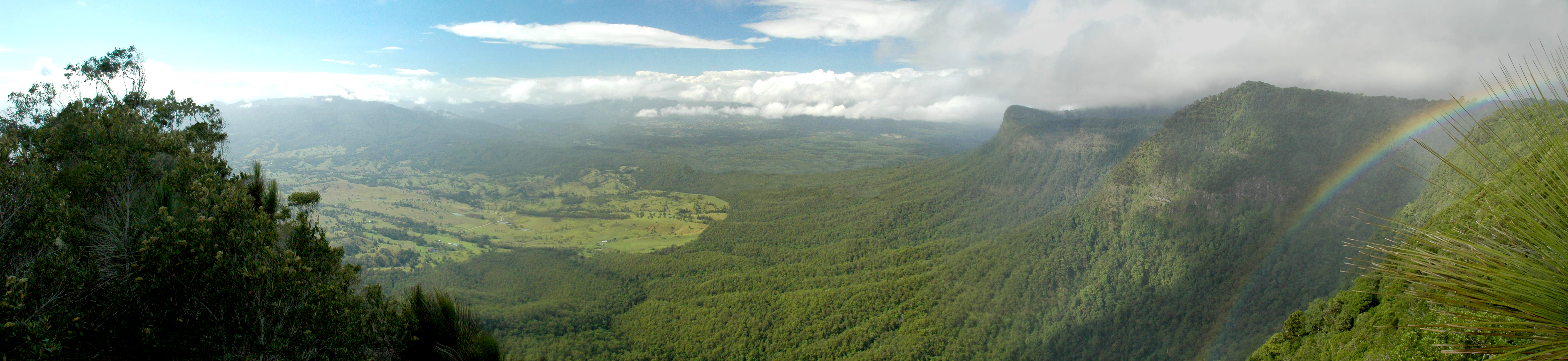
Blick von einem Aussichtspunkt im Border Ranges National Park über das Tweed valley